# Ermita de San Mamés (Campo de Cuéllar)
La ermita de San Mamés, también denominada ermita del Santo Cristo de San Mamés es un edificio de culto católico ubicado en el término municipal de la villa de Cuéllar, dentro de los límites de la localidad de Campo de Cuéllar, en la provincia de Segovia, comunidad autónoma de Castilla y León.
Fue construida entre los siglos XII y XIII, y su fábrica corresponde al denominado románico de ladrillo o mudéjar tan característico en la Tierra de Cuéllar, que posee el foco más numeroso de este arte en Castilla y León. Originalmente fue la iglesia parroquial del poblado denominado Pelegudos, y tras su desaparición, su término municipal fue adscrito al de la vecina localidad de Campo de Cuéllar.
Está ubicada fuera del casco urbano, hacia el Este de la población, y únicamente conserva el ábside de lo que fuera iglesia, cerrado con un muro de mampostería partiendo del arco del triunfo para adecuarlo a ermita cuando se desplomó la nave central de la iglesia. El ábside presenta una cabecera de dos filas de arcos de medio punto ciegos, bajo una fila de recuadros o casetones.